# Apple A8X
Apple A8X — 64-битный 3-х ядерный ARM-микропроцессор компании Apple из серии Apple Ax. Реализует набор инструкций ARMv8-A, используется в планшетах iPad Air 2. Процессор во многом аналогичен процессору A8 и так же относится по формулировке Apple к классу десктопных процессоров (Desktop Processor), благодаря многозадачности и широкому спектру выполняемых задач.

## Описание
Процессор Apple A8X был представлен компанией Apple 16 октября 2014 года на презентации планшета iPad Air 2. Процессор содержит около 3 млрд транзисторов и является 64-битным ARM-чипом, с более развитой 64-битной архитектурой и повышенной графической производительностью по сравнению с предыдущим поколением чипов Apple A7. По заявлением Apple, CPU-производительность процессора возросла на 40 %, а его графическая производительность в 2,5 раза выше по сравнению с чипом Apple A7.
Для улучшения энергосбережения в продуктах Apple используется сопроцессор (микроконтроллер) NXP LPC18B1UK с ядром ARM Cortex-M3 (торговая марка Apple M8), обрабатывающий сигналы с различных датчиков (акселерометры, гироскопы, барометр, датчик освещения и т. п.)

## Применение
Устройства, использующие процессор Apple A8X:
- iPad Air 2[6] — октябрь 2014 — март 2017